# Esquadrilha de Helicópteros (Marinha Portuguesa)
A Esquadrilha de Helicópteros é a unidade de aviação embarcada da Marinha Portuguesa. Tem por missão garantir o aprontamento dos helicópteros navais e das suas guarnições para utilização operacional a bordo dos navios da Marinha. A Esquadrilha constitui um comando administrativo na dependência do Comando Naval.

## Missões
A Esquadrilha de Helicópteros da Marinha tem como missões:
1. Manter os helicópteros da Marinha;
2. Apoiar, com helicópteros a Flotilha e as unidades navais;
3. Aprontar destacamentos de helicópteros embarcados;
4. Formar as tripulações e pessoal de manutenção dos helicópteros;
5. Assegurar a segurança de voo;
6. Assegurar a ligação à Base Aérea de Montijo.

Os helicópteros Lynx Mk95A que equipam a Esquadrilha têm como missões principais a luta antissubmarina, a luta antissuperfície e a interdição de área. Como missões secundárias asseguram o transporte de carga e pessoal, o reconhecimento e a busca e salvamento.

## História
A Esquadrilha de Helicópteros da Marinha foi criada a 2 de julho de 1993, na sequência da aquisição dos helicópteros Lynx Mk95 orgânicos das fragatas da classe Vasco da Gama. A sua criação marcou o regresso da componente aérea da Marinha, a qual tinha desaparecido em 1952, com a integração da antiga Aviação Naval na então criada Força Aérea Portuguesa.
Foi agraciada com a Medalha Militar de Serviços Distintos, Grau Ouro a 27 de outubro de 2010, e com o Grau de Membro-Honorário da Ordem do Infante D. Henrique. 
a 9 de outubro de 2018.